# Eeli Tolvanen
Eeli Tolvanen (* 22. April 1999 in Vihti) ist ein finnischer Eishockeyspieler, der seit Dezember 2022 bei den Seattle Kraken aus der National Hockey League (NHL) unter Vertrag steht. Der linke Flügelstürmer wurde im NHL Entry Draft 2017 an 30. Gesamtposition von den Nashville Predators ausgewählt und vertrat sein Heimatland bei den Olympischen Winterspielen 2018.

## Karriere
Eeli Tolvanen wurde in Vihti geboren und durchlief in seiner Jugend die Nachwuchsabteilungen der Espoo Blues im ca. 40 Kilometer entfernten Espoo. In der Saison 2014/15 kam er im Alter von 15 Jahren bereits zu sieben Einsätzen für die U20 der Blues in der Nuorten SM-liiga, der ranghöchsten Juniorenliga Finnlands. In der Folge entschloss sich der Angreifer jedoch zu einem Wechsel nach Nordamerika in die United States Hockey League (USHL), die höchste Nachwuchsspielklasse der USA, zu den Sioux City Musketeers. Ein Transfer in die kanadische Ontario Hockey League wäre ebenfalls möglich gewesen, so hatten ihn die Oshawa Generals im CHL Import Draft 2016 an 17. Position berücksichtigt.
In der USHL kam Tolvanen in seiner Debütsaison auf 38 Scorerpunkte in 49 Spielen und wurde in der Folge ins USHL All-Rookie Team berufen. Diese Leistung steigerte er in der folgenden Spielzeit deutlich, so erreichte er mit 30 Toren und 24 Vorlagen in 52 Spielen einen Punkteschnitt von über 1,0 und wurde daher ins First All-Star Team gewählt. Im anschließenden NHL Entry Draft 2017 wurde der Flügelstürmer an 30. Position von den Nashville Predators berücksichtigt, wobei er ursprünglich sogar an einer höheren Draftposition erwartet wurde. Kurz vor dem Draft wurde allerdings bekannt, dass er die Aufnahmestandards des Boston College, für das er mit Beginn der Saison 2017/18 spielen sollte, nicht erfüllt hatte, sodass man ihn erst am Ende der ersten Draftrunde berücksichtigte.
In der Folge kehrte der Stürmer vorerst in seine finnische Heimat zurück und schloss sich den Jokerit an, mit denen er seit Beginn der Spielzeit 2017/18 am Spielbetrieb der Kontinentalen Hockey-Liga (KHL) teilnimmt. In seinem ersten Spiel im Profibereich erzielte er dabei prompt einen Hattrick, womit er zum jüngsten Spieler der KHL-Geschichte wurde, dem drei Tore in einem Spiel gelangen. Darüber hinaus erzielte kein 18-Jähriger in der Ligahistorie mehr Punkte als Tolvanen, so übertraf er die vorherige Bestmarke von 32 Punkten (gehalten von Jewgeni Kusnezow) bereits im Januar 2018. Außerdem vertrat er sein Team wenig später beim KHL All-Star Game.
Nach dem Ende der KHL-Saison unterzeichnete Tolvanen im Ende März 2018 einen Einstiegsvertrag bei den Nashville Predators und gab wenige Tage später sein Debüt in der National Hockey League (NHL). Im Verlauf der folgenden beiden Spielzeiten absolvierte der Finne aber lediglich sieben NHL-Spiele und bestritt den Großteil seiner Einsätze beim Farmteam Milwaukee Admirals in der American Hockey League (AHL). Durch den verspäteten Beginn der Saison 2020/21 in Nordamerika wurde Tolvanen im August 2020 an seinen Ex-Verein Jokerit ausgeliehen. Nach seiner Rückkehr verzeichnete er in 40 NHL-Partien 22 Scorerpunkte für die Predators und etablierte sich in der Spielzeit 2021/22 als Stammspieler. Zum Jahresende 2022 wurde der Finne auf den Waiver gesetzt, von dem ihn die Seattle Kraken auswählten und damit seinen laufenden Vertrag übernahmen.

### International
Auf internationaler Ebene vertrat Tolvanen sein Heimatland erstmals beim Ivan Hlinka Memorial Tournament 2015 und erreichte dort mit dem Team den vierten Platz. Anschließend nahm er an der World U-17 Hockey Challenge 2015 teil, wobei die finnische Auswahl den fünften Platz belegte. Er persönlich jedoch führte das Turnier in Toren (9) und Scorerpunkten (10) an und wurde daher ins All-Star-Team gewählt. Wenig später gewann er mit der finnischen U18-Nationalmannschaft die Goldmedaille bei der U18-Weltmeisterschaft 2016, während er erneut bester Torschütze (7) der Veranstaltung wurde. Es folgten 2017, 2018 und 2019 drei Teilnahmen an U20-Weltmeisterschaften, bei denen die finnische U20-Nationalmannschaft erst zweimal die Medaillenränge verpasste, im dritten und letzten Jahr allerdings Weltmeister wurde.
Bereits im November 2017 hatte Tolvanen bei der A-Nationalmannschaft im Rahmen der Euro Hockey Tour debütiert, bevor er Mitte Januar 2018 auch ins finnische Aufgebot für die Olympischen Winterspiele 2018 berufen wurde. Dabei profitierte er von der Entscheidung der National Hockey League, die Saison für diese Olympiade nicht zu unterbrechen und ihre Spieler somit für eine Teilnahme zu sperren. In Pyeongchang erreichte er schließlich den sechsten Platz mit der finnischen Auswahl und platzierte sich dabei mit drei Toren und sechs Assists auf Rang drei der Scorerliste, sodass man ihn ins All-Star-Team des Turniers berief. Wenige Monate später nahm er auch an der Weltmeisterschaft 2018 teil und erreichte dort den fünften Rang.

## Erfolge und Auszeichnungen
- 2016 USHL All-Rookie Team
- 2017 USHL First All-Star Team
- 2018 Teilnahme am KHL All-Star Game

### International
- 2015 All-Star-Team der World U-17 Hockey Challenge
- 2016 Goldmedaille bei der U18-Weltmeisterschaft
- 2018 All-Star-Team der Olympischen Winterspiele
- 2019 Goldmedaille bei der U20-Weltmeisterschaft

## Karrierestatistik
Stand: Ende der Saison 2024/25

### International
Vertrat Finnland bei:
| - Ivan Hlinka Memorial Tournament 2015 - World U-17 Hockey Challenge 2015 - U18-Weltmeisterschaft 2016 - U20-Weltmeisterschaft 2017 - U20-Weltmeisterschaft 2018 | - Olympischen Winterspielen 2018 - Weltmeisterschaft 2018 - U20-Weltmeisterschaft 2019 - Weltmeisterschaft 2025 |

(Legende zur Spielerstatistik: Sp oder GP = absolvierte Spiele; T oder G = erzielte Tore; V oder A = erzielte Assists; Pkt oder Pts = erzielte Scorerpunkte; SM oder PIM = erhaltene Strafminuten; +/− = Plus/Minus-Bilanz; PP = erzielte Überzahltore; SH = erzielte Unterzahltore; GW = erzielte Siegtore; 1 Play-downs/Relegation; Kursiv: Statistik nicht vollständig)

## Persönliches
Seine Brüder Joona (* 1992) und Atte Tolvanen (* 1994) sind ebenfalls Eishockeyspieler, wobei sein ältester Bruder es in Finnland bereits in den Profibereich geschafft hat, während Atte Tolvanen als Torwart bei EC Red Bull Salzburg aktiv ist.